# Ouleya Mint Amartichitt
Ouleya Mint Amartichitt ou Ooleya mint Amartichitt est une chanteuse mauritanienne, maure. 
La poésie en arabe hassaniyya qu'elle chante, loue le prophète Mahomet, et évoque les dignitaires de sa tribu, les Ulâad Nasser. Elle s'accompagne elle-même très souvent de l'ardin, instrument de musique à corde assez proche de la kora.
Originaire de Aïoun el-Atrouss, elle a fait de nombreux concerts à l'étranger : France, Maroc.